# Luzonargiolestes realensis
Luzonargiolestes realensis – gatunek ważki z rodziny Argiolestidae.
Gatunek ten opisany został w 1993 roku jako Argiolestes realensis. W nowym rodzaju umieścili go w 2013 roku Kalkman i Theischinger.
Owad ten jest endemitem filipińskiego Luzonu; stwierdzono go wyłącznie w prowincji Quezon w środkowo-wschodniej części wyspy.